# Kiriakos Welopulos
Kiriakos Welopulos, gr. Κυριάκος Βελόπουλος (ur. 24 października 1965 w Essen) – grecki polityk i dziennikarz, lider partii Greckie Rozwiązanie, deputowany krajowy, eurodeputowany IX kadencji.

## Życiorys
Urodził się w Niemczech w rodzinie greckich imigrantów. Po przyjeździe do Grecji zamieszkał w Salonikach, gdzie ukończył szkołę średnią. Kształcił się następnie w zakresie dziennikarstwa na prywatnej uczelni, a później odbył studia podyplomowe na Uniwersytecie Cypryjskim. Od 1991 zawodowo związany z dziennikarstwem, prowadził różne programy w stacjach radiowych i telewizyjnych.
Zaangażował się w działalność polityczną w ramach Ludowego Zgromadzenia Prawosławnego. W latach 2007–2012 przez dwie kadencje z jego ramienia sprawował mandat posła do Parlamentu Hellenów. Od 2012 przez pewien czas należał do Nowej Demokracji.
W 2016 założył nową prawicową partię pod nazwą Greckie Rozwiązanie, stając na jej czele. W wyborach europejskich w maju 2019 formacja ta otrzymała 4,2% głosów i uzyskała jeden mandat poselski w PE IX kadencji, który przypadł jej liderowi. Ugrupowanie w lipcu 2019 przekroczyło także próg w wyborach krajowych, a Kiriakos Welopulos został wówczas ponownie wybrany do Parlamentu Hellenów, w związku z czym po kilku dniach odszedł z Europarlamentu. Mandat poselski utrzymywał także w wyborach w maju 2023 i czerwcu 2023.